# Google Video
Google Video byl internetový server pro sdílení filmových souborů. Tuto službu provozovala společnost Google. Portál obsahoval videa zdarma i placená.[zdroj?]
Stránky Google Video dokázaly vyhledávat videa podle názvu a klíčových slov (tzv. tags) a to nejen ve videích nahraných na stránkách Google ale i jiných serverech poskytujících videa, se kterými spolupracovaly. Uživatelé mohli vyhledávat a přehrávat videa přímo na stránkách Google Video, nebo si je stáhnout do počítače (u těch, která se dala volně šířit) či je vložit do svých internetových stránek. Pokud se navíc zaregistrovali, získali možnost videa nahrávat, hodnotit, napsat k nim komentář a vyměňovat si interní zprávy mezi ostatními uživateli.

## Formát videa
Každé video bylo dostupné pod jedinečnou adresou ve tvaru http://video.google.com/videoplay?docid=<video id>.
Videa byla ve formátu Flash Video, který se přehrával pomocí Flash pluginu v internetovém prohlížeči nebo pomocí utility FLV Player.